# Língua gaulesa
Língua gaulesa é a língua celta falada na Gália antes do latim vulgar, que se tornou dominante com a conquista do Império Romano. A língua é conhecida de várias centenas de inscrições em rochas, em vasilhames e outros artefatos cerâmicos, em moedas e ocasionalmente em metal (chumbo, e em uma ocasião zinco). Essas inscrições foram encontradas em toda a Gália Romana, principalmente no oeste da França, assim como em regiões da Suíça, Itália, Alemanha e Bélgica (Meid 1994).
O gaulês é parafileticamente agrupado com o celtibero, o lepôntico, o gálata e o celta continental.

## História
As mais antigas inscrições celtas continentais, datando de antes do século VI a.C., estão em lepôntico (às vezes considerado um dialeto do gaulês), encontradas na Gália Cisalpina e foram escritas em uma forma de alfabeto itálico antigo. Inscrições no alfabeto grego do século III a.C. foram encontradas em áreas próximas às fozes do rio Ródano, enquanto inscrições posteriores da época da Gália Romana estão principalmente em alfabeto latino.
Gregório de Tours escreveu no século VI que alguns povos da região em que ele vivia poderiam ainda falar gaulês.

## Fonologia
- vogais:
  - curtas: a, e, i, o u
  - longas: ā, ē, ī, (ō), ū
- semi-vogais: w, y
- oclusivas:  
  - surdas: p, t, b
  - sonoras: b, d, g
- ressonantes:
  - nasais: m, n
  - líquidas: r, l
- sibilantes: s
- africadas: ts

[χ] é um alofone de /k/ antes de /t/.
Todos os ditongos se transformaram no decorrer do período histórico. Ai e oi tornaram-se ī longo; eu fundiu-se com ou, ambos tornando-se ō longo. Ei tornou-se ē longo rapidamente. Em geral, os ditongos longos tornaram-se ditongos curtos e depois acabaram em vogais longas.
Outras transformações incluem a transformação do i sem tonicidade em e. Ln tornou-se ll, uma oclusiva + s tornou-se ss e uma nasal + velar tornou-se /ng/ + velar.
As oclusivas dos dois modos também parecem ter sido lenis, em comparação ao latim, que distinguia oclusivas sonoras com uma realização lenis das oclusivas surdas com uma realização fortis - por esse motivo as confusões como Glanum para Clanum, vergobretos para vercobreto e Britannia para Pritannia.

## Ortografia

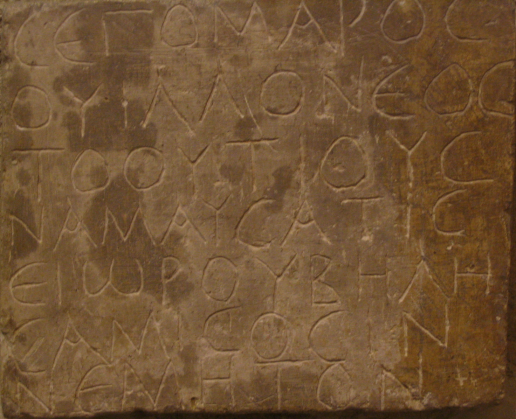
RIG G-172 inscription ΕΓΟΜΑΡΟ ΟΥΙΛΛΟΝΕΟ ΤΟΟΥΤΙΟΥ ΝΑΜΑΥΑΤΙ ΕΙωΡΟΥ ΒΗΛΗ ΑΜΙ ΟΙΝ ΝΕΜΗΤΟΝ "Segomaros, filho de Uillo, toutious (líder da tribo) dos Namausos, dedicou este santuário a Belesama"

O alfabeto de Lugano usado na Gália Cisalpina para o lepôntico:
AEIKLMNOPRSTΘUVXZ
O alfabeto de Lugano não distingue as oclusivas sonoras das não sonoras. Por exemplo, P representava /b/ ou /p/, T representava /t/ ou /d/ e K, /g/ ou /k/. Z era provavelmente usado para /ts/. U /u/ e V /w/ são diferenciados apenas em uma incrição antiga. Θ era provavelmente usado para /t/ e X para /g/. (Lejeune 1971, Solinas 1985).
O alfabeto grego oriental usado no sul da Gália Transalpina:
αβγδεζηθικλμνξοπρστυχω
χ era usado para [χ], θ para /ts/, ou para /u/, /ū/, /w/; η e ω para /e/, /ē/ e /o/, /ō/ longos e curtos, enquanto ι era usado para  /i/ curto  e ει para /ī/. Perceba que o sigma no alfabeto grego oriental parece-se com um C. Todas as letras gregas eram usada, exceto Φ (phi) e Ψ (psi).
O alfabeto latino (maiúsculo e cursivo) em uso na Gália Romana:
ABCDÐEFGHIKLMNOPQRSTUVXZ
abcdðefghiklmnopqrstuvxz
G e K são às vezes usados intercambiavelmente (especialmente após R). Ð/ð, ds e s podem representar /ts/. X, x era usada para [χ] ou /ks/. Q era raramente usado (ex. Sequanni, Equos) e pode representar um arcaismo (um *kw retido) ou um dialeto-Q. Ð e ð eram usados para representar a letra Tau Gallicum (a africada dental gaulesa), que ainda não foi adicionada ao Unicode. Em contraste com o glifo para Ð, a barra central se estende à direita através do glifo sem contudo sair dele.

### Leis sonoras
- O gaulês converteu o kw labiovelar surdo do PIE em p (sendo assim celta-P), um desenvolvimento também observado no britônico (assim como no grego e em algumas línguas itálicas), enquanto as outras línguas célticas, celta-Q, mantiveram a labiovelar. Dessa forma, a palavra gaulesa para "filho" era mapos (Delmarre 2003: 216-217), contrastando com o irlandês primitivo maqi, que se transformou em mac no irlandês moderno. No galês moderno, a palavra map (mab) (ou sua forma contraída ap(ab)) é usada com o sentido de "filho de". De modo similar, uma palavra gaulesa para "cavalo" era epos, enquanto no irlandês antigo era ech, gaélico moderno (irlandês e escocês) each, manês egh; todas derivam do proto-indo-europeu *eqwos (Delmarre 2003: 163-164).
- A labiovelar sonora gw se transformou em w; por exemplo, gwediūmi > uediiumi, "eu rezo" (cf. o irlandês antigo guidiu "eu rezo", galês gweddi "rezar").
- PIE tst se transformou em /ts/, escrito ð; por exemplo, *nedz-tamo > neððamon (cf. o irlandês antigo nessam "o mais próximo", galês nesaf "próximo", irlandês neasa [agora usado somente como nome feminino]).
- PIE eu se transformou em ou e posteriormente em ō; por exemplo, *teutā > touta > tōta "tribo" (cf. o irlandês antigo tuath, galês tud "povo").
- Além disso, o /st/ intervocálico se transformou na africada [ts] (oclusiva alveolar + oclusiva alveolar surda), o /sr/ intervocálico se transformou em [ðr] e /str/ se transformou em [þr]. Por fim, quando uma oclusiva labial ou velar vinha antes de /t/ ou /s/, os dois sons se fundiam na fricativa [x].

## Gramática
Havia algumas similaridades regionais (ou genéticas, ver ítalo-céltico) à gramática latina, e o historiador francês A. Lot argumentou que isto ajudou a rápida adoção do latim na Gália Romana.

### Casos
O gaulês possuía cinco ou seis declinações (Lambert 2003 pp. 51–67). Em comum com o latim havia o nominativo, o vocativo, o acusativo, o genitivo e o dativo; onde no latim havia o caso ablativo, no gaulês havia o caso instrumental e possivelmente também um caso locativo. Há mais evidências para casos comuns (nominativo e acusativo) e para afixos comuns (-o- e -a-) que para casos menos frequentes usados nas inscrições, ou afixos raros como -i-, -n- e oclusivas. A tabela seguinte resume os finais casuais que são mais seguramente conhecidos. Um vazio significa que a forma não é atestada.
| Caso         | Singular             | Singular     | Singular | Singular | Singular | Plural  | Plural       | Plural  | Plural  | Plural    |
| Caso         | afixo-ā              | afixo-o      | afixo-i  | afixo-u  | afixo-r  | afixo-ā | afixo-o      | afixo-i | afixo-u | afixo-r   |
| ------------ | -------------------- | ------------ | -------- | -------- | -------- | ------- | ------------ | ------- | ------- | --------- |
| Nominativo   | tōtā                 | mapos        | vātis    | dorus    | brātīr   | tōtas   | mapoi > mapī | vātes   | doroues | brāteres  |
| Vocativo     | tōta                 | mape         | vāti     | doru     |          |         | mapūs        |         |         |           |
| Acusativo    | tōtan, tōten > tōtim | mapon        | vātin    | *dorun   | brāterem | tōtās   | mapūs        | vātīs   | doruās  | brāteras  |
| Genitivo     | tōtas                | mapī         | vātes    | dorous   | brāteros | tōtanom | mapon        | vātion  | doruon  | brāteron  |
| Dativo       | tōtai > tōtī         | mapūi > mapū | vāte     | dorou    | brāteri  | tōtabo  | mapobo       | *vātibo | doruebo | brāterebo |
| Instrumental | tōtia                | mapu         |          |          |          |         | mapobi       |         |         | brāterebi |
| Locativo     |                      | mape         |          |          |          |         |              |         |         |           |

Em alguns casos a evolução histórica é conhecida, por exemplo o dativo singular do afixo -a- nas inscrições antigas é -ai-, tornando-se inicialmente -e- e finalmente -i-.

### Numerais
Numerais ordinários do grafite do sítio arqueológico de La Graufesenque:
1. cintus (galês cyntaf, bretão kentañ, irlandês antigo céta, irlandês moderno céad)
2. allos (galês ail, bretão eil, irlandês antigo aile 'other', irlandês moderno eile)
3. tritios (galês trydydd, bretão trede, irlandês antigo treide, irlandês moderno tríú)
4. qetwarios (galês pedwerydd, bretão pevare, irlandês antigo cethramad, irlandês moderno ceathrú)
5. qinqetos (galês pumed, bretão pempet, irlandês antigo cóiced, irlandês moderno cúigiú)
6. sueksos (talvez um forma errônea de suextos, galês chweched, bretão c'hwec'hved, irlandês antigo seissed, irlandês moderno séú)
7. sectametos (galês seithfed, bretão seizhved, irlandês antigo sechtmad, irlandês moderno seachtú)
8. octumetos (galês wythfed, bretão eizhved, irlandês antigo ochtmad, irlandês moderno ochtú)
9. nametos (galês nawfed, bretão naved, irlandês antigo nómad, irlandês moderno naoú)
10. decametos, decometos (galês degfed, bretão degvet, irlandês antigo dechmad, celtibero dekametam, irlandês moderno deichniú)